# The Easybeats
The Easybeats byli rockandrollową grupą z Australii. Zespół powstał w Sydney pod koniec roku 1964, a jej rozłam nastąpił pod koniec roku 1969. Byli powszechnie uważani za największy australijski zespół muzyki pop lat sześćdziesiątych i byli pierwszym australijskim zespołem rock and rollowym grającym międzynarodowe hity muzyki pop z ich klasycznym singlem nagranym w roku 1966 Friday on My Mind (folkowo-popowa grupa The Seekers miała międzynarodowe hity w roku 1965). Ich menedżerem został były agent handlu nieruchomościami w Sydney Mike Vaughan.
Członkowie zespołu byli przykładem wpływu powojennej migracji na australijskie społeczeństwo. Wszyscy członkowie-założyciele pochodzili z rodzin, które przywędrowały do Australii z Europy: wokalista Stevie Wright i perkusista Gordon "Snowy" Henry Fleet pochodzili z Anglii, gitarzysta rytmiczny George Young ze Szkocji, gitarzysta prowadzący Harry Vanda i basista Dick Diamonde z Holandii.

## Dyskografia
| Tytuł                               | Data wydania     | Wytwórnia |
| Easy                                | wrzesień 1965    | Albert    |
| It’s 2 Easy                         | marzec 1966      | Albert    |
| Volume 3                            | listopad 1966    | Albert    |
| Best of The Easybeats + Pretty Girl | styczeń 1967     | Albert    |
| Vigil                               | październik 1968 | Albert    |
| Friends                             | styczeń 1969     | Albert    |
| Best of The Easybeats − Volume 2    | październik 1969 | Albert    |
| The Shame Just Drained              | październik 1977 | Albert    |
| Absolute Anthology                  | listopad 1980    | Albert    |
| The Definitive Series               | wrzesień 1992    | Albert    |